# Magnus Brostrup Landstad

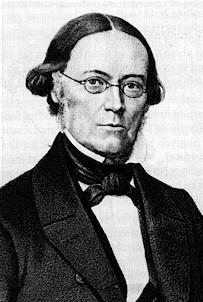
Magnus Brostrup Landstad

Magnus Brostrup Landstad, auch Magnus Landstad, (* 7. Oktober 1802 in Måsøy, Finnmark; † 8. Oktober 1880 in Christiania) war ein norwegischer lutherischer Pfarrer, Verfasser von Kirchenliedern, Herausgeber von kirchlichen Gesangbüchern und Sammler von Volksliedern.
Er sammelte Volkslieder und schrieb selbst zahlreiche Kirchenlieder. Er gab zwei Bücher heraus, die im 19. Jahrhundert von zentraler Bedeutung waren: Norske Folkeviser (1853) und Kirkesalmebog (autorisiert 1869). Das Gesangbuch war über 100 Jahre im Gebrauch und erschien in vielen Auflagen. Beide Bücher hatten eine große Wirkung in der norwegischen Literatur und im Kulturleben.

## Leben
Seine Eltern waren der Pfarrer Hans Landstad (1771–1838) und dessen Frau Margrete Elisabeth Schnitler (1768–1850).

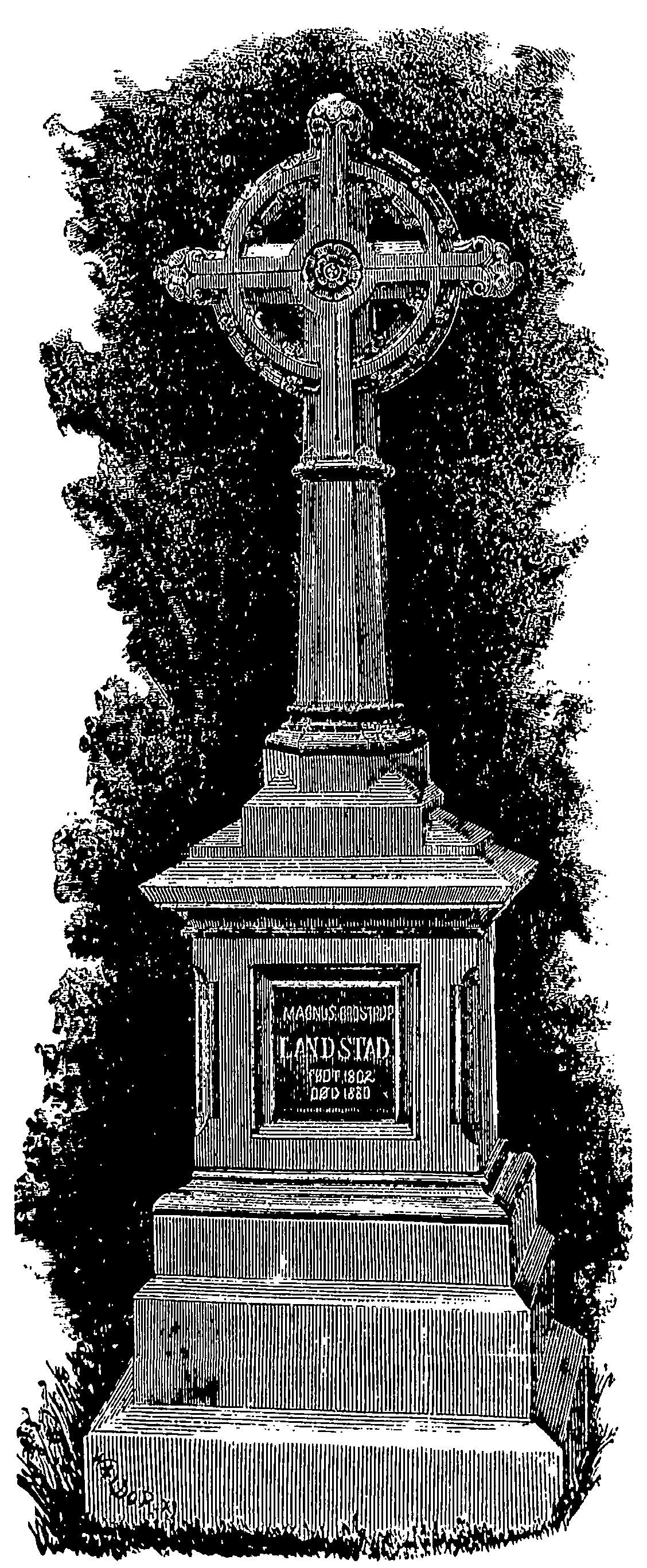
Das Grab von Landstad

Landstad wurde zunächst von seiner Mutter, dann von dem Haugianer Nils Sveinungsson, dann von seinem Vater unterrichtet. 1822 bestand er das Examen artium an der Universität Christiania und studierte Theologie. 1827 bestand er das theologische Examen und wurde residierender Kaplan in Gausdal. Am 6. Mai 1829 heiratete er Wilhelmine („Mina“) Margrethe Marie Lassen (27. Juli 1808–20. Februar 1892), Tochter des Propstes Albert Lassen (1781–1835) und seiner Frau Dorthea Andrea Lange (1789–1867). 1834 wurde er Pfarrer in Kviteseid in Telemark. Als sein Vater 1838 starb, erhielt er 1839 dessen letzte Pfarrstelle in Seljord. Dort blieb er ein Jahrzehnt und schuf seine wichtigste Arbeit, die Sammlung der Volksdichtung, insbesondere der Balladen. Daneben begann er auch mit der eigenen Dichtung von Kirchenliedern. 1849 wurde er Pfarrer in Fredrikshald. 1859 übernahm er die Pfarrerstelle in Sandeherred in Vestfold.
In späteren Jahren war seine Gesundheit angegriffen, und nach einem Schlaganfall 1876 schied er aus dem Pfarrdienst aus und zog nach Christiania, wo er 1880 starb. Er liegt in Vår Frelsers gravlund begraben.

## Werke

### Volksdichtung und -tradition
Wichtige Begleiter seines Projektes, die Volksdichtung vor dem Untergang zu retten (im Vorwort heißt es, dass er die Familienstücke aus einem brennenden Haus retten wolle), waren der Sprachforscher Ivar Aasen und der Historiker P. A. Munch. Seine Arbeit stand in Konkurrenz zu einem Projekt zur Sammlung von Volksmärchen, hinter dem Jørgen Moe und der Buchdrucker Peter Tidemand Malling standen. Diese versuchten, ihn an seinem Werk zu hindern. In der Niederschrift dachte Landstad zunächst daran, der zeitgenössischen Aussprache zu folgen. Doch dann wählte er auf den Rat von Munch hin eine feierliche antikisierende Sprache mit vielen Anklängen an das Altnorwegische. In den 1940er-Jahren vollendete er einen ersten Entwurf, in welchem er den Dialekt von West-Telemark verwendete. Er erschien 1925.
Die bekannteste Ballade ist Draumkvedet, ein mittelalterlicher Bericht über eine Nahtod-Erfahrung.
Landstads Sammlung ist kein wissenschaftliches Werk, weshalb er auch kritisiert wurde. Die von ihm verwendeten Originaltexte wurden später größtenteils entdeckt. Seine Arbeit ist eine Frucht der Nationalromantik des 19. Jahrhunderts und diente der Nation building in Norwegen. Das Buch sollte mehrere Aufgaben erfüllen: Es sollte das literarische Erbe bewahren, durch seine Sprachform sollte es eine Traditionslinie zur frühen norwegischen Sprache der Sagazeit bilden und schließlich das norwegische Gemeinschaftsgefühl fördern.
Das Werk hat um die 900 Seiten und um die 100 mittelalterliche Gedichte (Balladen). Es waren auch Gelegenheitsgedichte, Vierzeiler, Abzählreime und Kinderreime darunter. Dazu wurden auch einige Noten von Olea Crøger mitgegeben. Für norwegische Autoren wurde das Buch eine Fundgrube und hatte inspirierende Wirkung in Stoff und Stil. Aber Landstad sammelte nicht nur Volksdichtung, sondern überlieferte auch Volkstraditionen. Die Sammlung Alte Geschichten über die Bewohner von Hjartdal kam in seinem Todesjahr heraus. Aber die Familiengeschichten und die Geschichten von Telemark, die mythischen Geschichten von Telemark wurden erst in den 1920er-Jahren veröffentlicht. 1879 veröffentlichte er auch eine Reihe eigener Gedichte.

### Kirchenlieder
1848 wurde er erstmals gebeten, ein Gesangbuch zu schreiben. Er lehnte wegen Arbeitsüberlastung ab. Da erschien ein Gesangbuch des Pfarrers Wilhelm Andreas Wexel. Landstad schrieb 1852 eine vernichtende Kritik: Das Gesangbuch Wexels sei „sprachlich unnational“, der Stil „unpoetisch“ und der ganze Grundton sei „für die norwegische Kirche zu grundtvigianisch“. Das Kirchendepartement fragte ihn nun nochmals, ob er ein Gesangbuch schaffen könne, und er sagte zu. 1861 lag ein Entwurf des Gesangbuchs vor. Die Kritik daran bemängelte die vielen volkssprachlichen Wörter, die er verwendet hatte. Landstad hielt mit fachlicher Rückendeckung von Ivar Aasen heftig dagegen. Trotzdem musste er eine Reihe Änderungen vornehmen. Denn er hatte auch einen weiteren Konkurrent im Pfarrer Andreas Hauge, dem Sohn von Hans Nielsen Hauge, dessen Gesangbuch von konservativen Laien unterstützt wurde. Aber 1869 wurde sein Gesangbuch für den kirchlichen Gebrauch in Norwegen freigegeben und ersetzte das bisherige dänische Gesangbuch lutherischer Orthoxie und des Rationalismus. Es setzte sich durch und wurde sogar der norwegischen Kirche in Amerika an die Hand gegeben. 1924 erschien eine von Gustav Jensen revidierte Fassung, gleichzeitig eine weitere Konkurrenz in Form eines Gesangbuchs in Nynorsk. Aber es blieb beherrschend bis zum neuen norwegischen Gesangbuch von 1985.
Landstads Gesangbuch hatte viele Lieder von norwegischen Dichtern, aber war weit davon entfernt, mit der dänischen und deutschen Tradition zu brechen. 300 dänische und 200 deutsche Lieder sind in norwegischer Neudichtung enthalten.

## Ehrung
Magnus Landstad wurde 1870 Ritter St.-Olav-Ordens.

## Werkverzeichnis
- Dagbok 1825–1829. 1950
- Jens Matthias Pram Kaurin – biskop i Bergen. 1944
- Fridtjof og Ingeborg (lyrisk drama). 1917
- Snefrid – et scenisk dikt om gammel elskov og om ung. 1915
- Harald Haarfager (dramatisk festdikt). 1914
- Norges skumring – et digt i og mod tiden. 1907
- „Soldaterliv“ (skisser fra Gardermoen). 1905
- Paa Feltmanøver eller 47 paa Krigsstien. 1905
- Tolv Legender. 1898
- En salig hjemgang. 1887
- Kristendommens forhold til politiken. 1884
- Gamle Sagn om Hjartdølerne. 1880
- Oplysning om de Salmers Oprindelse og Forfattere. 1871
- Kirkesalmebog. 1870
- Kirkesalmebog, efter offentlig Foranstaltning. 1869
- Salmer og Sange (til Brug ved Missions-Møder og Missions-Feste). 1863
- Om Salmebogen (en Redegjørelse). 1862
- Kirke-Salmebog – et Udkast. 1861
- Velkomsthilsen til de fremmede Sangere. 1856
- Jule-Salmer. 1856
- Norske folkeviser. 1853
- Neslands kirke – et digt. 1852
- Hjertesuk til hver Dag i Ugen, Morgen og Aften. 1846